# Höherer Kommandeur der Flakartillerie im Luftkreis II
Der Höhere Kommandeur der Flakartillerie im Luftkreis II war ein Kommandostab der Luftwaffe vor dem Zweiten Weltkrieg.
Seine Aufstellung erfolgte am 1. Oktober 1935 für den Luftkreis II in Berlin. Später erhielt der Kommandeur Brigadestatus und wurde 1937 in Höherer Flak-Kommandeur II umbenannt. Am 30. Juni 1938 wurde der Stab infolge einer Umorganisation aufgelöst.
Einziger Kommandeur war dabei Oberst/Generalmajor Hubert Weise.

## Gliederung
Folgende Einheiten waren unterstellt:
- Flak-Regiment 12 in Berlin-Lankwitz
- I. Abteilung des Flak-Regiments 32 in Berlin-Heiligensee
- Regiment General Göring
- Flak-Regiment 22 in Brandenburg an der Havel
- Lehr-Regiment

## Bekannte Personen
- Paul Conrath: von Oktober 1936 bis September 1937 Batteriechef im Flak-Regiment 12
- Gustav Ewald: 1938 Referent für den Flugmeldedienst beim Höherer Flak-Kommandeur II
- Johannes Hintz: ab der Aufstellung des Höherer Kommandeur der Flakartillerie im Luftkreis II bis November 1936 und erneut ab Juli 1937 bis zur Auflösung des Höherer Flak-Kommandeur II beim Flak-Regiment 12
- Gerhard Hoffmann: von September 1936 bis Oktober 1936 beim Flak-Regiment 22, ab Juli 1937 beim Flak-Regiment 12
- Hans-Jürgen von Witzendorff: ab der Aufstellung des Höherer Kommandeur der Flakartillerie im Luftkreis II bis Oktober 1936 beim Flak-Regiment 12